# Münsterland (schip, 1986)
De MS Münsterland is een veerboot van rederij AG Ems, die tussen de Eemshaven en Borkum ingezet wordt. Soms wordt het schip ook ingezet op de route van Borkum naar Emden. Het schip wordt gebruikt voor passagiers, goederen en voertuigen.
De Münsterland werd gebouwd onder het bouwnummer 193 in de Jansen-Werft in Leer. De kiellegging vond plaats op 11 december 1985 en de scheepsdoop op 31 mei 1986. In juli 1986 werd het schip door AG Ems in gebruik genomen. Het schip heeft een 8-cilinder-viertaktmotor met een aandrijvingsvermogen van 956 kW. Het zusterschip van de Münsterland is de Ostfriesland.
Tussen 1964 en 1976 voer er een ander schip onder dezelfde naam op deze route.

## Ombouw
De MS Munsterland is in 2020/2021 omgebouwd naar LNG. Het oude achterschip werd eraf gesneden bij de Niestern&Sander BV in Delfzijl. daar werd ook gelijk het nieuwe achterschip eraan gelast. Het oude achterschip wordt in Groningen bij Simmeren ontleed. Na de ombouw zal ze minder weerstand hebben in het water door een betere vorm zodat ze minder brandstof gebruikt. De hoofdgedachte van de ombouw is het milieu. Voorheen kwamen er dikke bakken met rook bij het vertrekken uit de schoorstenen, dat is nu niet meer zo.